# Ákos Ajtony
Ákos Ajtony (Debrecen, 1944. július 21. – Budapest, 2017. február 12.) magyar lovas, díjugrató, olimpikon és kiemelt edző. A Budapesti Honvéd örökös bajnoka.

## Pályafutása
1958 és 1960 között a Debreceni MEDOSZ, 1960 és 1964 között a Mezőhegyesi MEDOSZ, 1964 és 1984 között a Budapesti Honvéd, 1984 és 1988 között megint a Mezőhegyesi MEDOSZ versenyzője volt. Edzője Kollár Kornél volt. Díjugratásban kilenc egyéni magyar bajnoki címet szerzett, emellett két második és egy harmadik helyet is elért. Az első egyéni bajnoki címét 1967-ben, az utolsót 21 év múlva 1988-ban szerezte.  Nyolcszoros csapat és háromszoros Budapest bajnok.
1972-ben Münchenben a díjugratás egyéni versenyszámában Őzike nevű lován 12 hibaponttal kezdett. A 186,50 hibaponttal végzett csapatot (Bognár Sándor, Móra László, Széplaki Pál) ugyan kizárták, de rangsorolták a 17. helyre. 1980-ban Moszkvában Peer Gynt nevű lova lesántult, nem tudott elindulni. Az itt szereplő csapat tartalékja volt. Az 1987-es svájci Sankt Gallenben rendezett díjugrató Európa-bajnokságon csapatban a 8. helyen végzett. 1978-ban a Testnevelési Főiskola Továbbképző Intézetében lovas edzői oklevelet szerzett. 1985-ben I. osztályú minősítést kapott.
1976 és 1980 között illetve 1993-tól nyolc évig a magyar öttusa válogatott lovas edzője volt. Tanítványai közül a kétszeres olimpiai bajnok Martinek Jánosra és olimpiai bajnok csapattársára Fábián Lászlóra és Mizsér Attilára volt a legbüszkébb. Ezután a Budapesti Honvéd lovas szakosztályának és öttusázóinak, majd a Mezőhegyesi MEDOSZ és az Alba Volán SC öttusázóinak lovas edzője volt. 1996-ban Atlantában, mint lovas edző volt a hivatalos magyar küldöttség tagja. Haláláig aktív lovas a Technotex SE versenyzője, a magyar lovassport kiemelt edzője volt. A Fiumei úti sírkert szóróparcellájában szórták szét hamvait. 

## Sikerei, díjai
- gróf Széchenyi István Emlékérem
- Magyar Sportért Díj I. fokozata

Díjugratás
- Magyar bajnokság – csapat
  - bajnok: 1962, 1966, 1970, 1971, 1973, 1974, 1986, 1988
- Magyar bajnokság – egyéni
  - bajnok: 1967, 1971, 1972, 1973, 1974, 1976, 1980, 1981, 1988
  - 2.: 1966, 1977
  - 3.: 1970